# George Bovell
George Richard Bovell III, né le 18 juillet 1983 à Port-d'Espagne, est un nageur trinidadien.

## Biographie
Il remporte la médaille de bronze lors du 50 m nage libre des Championnats du monde à Barcelone en 2013, après avoir remporté le même bronze lors des Jeux olympiques de 2004 sur le 200 m 4 nages. C'était alors la première et unique médaille de Trinité-et-Tobago en natation aux Jeux. Blessé au genou en 2005, il renonce à la spécialité des quatre nages pour la nage libre.
Il a obtenu 5 médailles aux Jeux panaméricains, dont deux en or et deux en argent.
Il a obtenu 5 titres lors des NCAA lorsqu'il était étudiant à l'université d'Auburn.
Sa mère a été une athlète canadienne, participante olympique et championne du Canada.
Son père a été, comme son fils, un nageur universitaire et a été choisi comme « Sportif de l'année » de Trinité-et-Tobago.
Lors des Jeux olympiques de Pékin, il bat en séries le record olympique du 50 m nage libre mais ne termine que 11e.
En 2009, il est le 4e homme le plus rapide sur 50 m nage libre.
En 2012, il est médaillé de bronze sur le 100 m quatre nages aux Mondiaux en petit bassin.